# Apamea hikosana
Apamea hikosana là một loài bướm đêm trong họ Noctuidae.